# Wilhelm Burgdorf

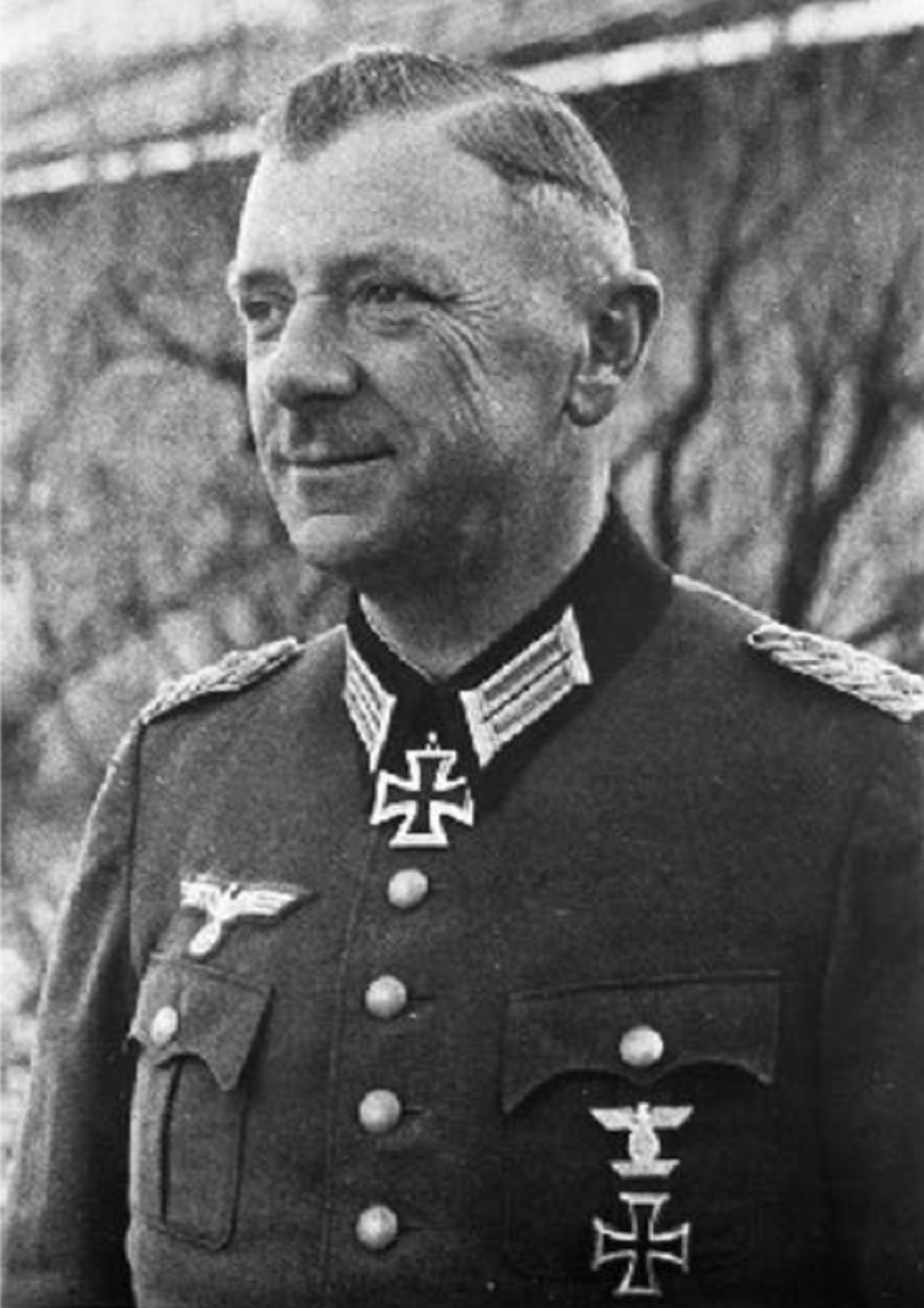
Wilhelm Burgdorf im Rang eines Oberst

Wilhelm Emanuel Burgdorf (* 15. Februar 1895 in Fürstenwalde; † 2. Mai 1945 in Berlin) war ein deutscher General der Infanterie während des Zweiten Weltkrieges und Chefadjutant des Oberkommandos der Wehrmacht bei Hitler.

## Leben
Burgdorf trat am 3. August 1914 nach Ausbruch des Ersten Weltkriegs als Freiwilliger in das Grenadier-Regiment „Prinz Carl von Preußen“ (2. Brandenburgisches) Nr. 12 der Preußischen Armee ein. Am 25. September 1914 kam er an die Front und wurde dort am 18. April 1915 zum Leutnant befördert. Vom 24. Oktober bis 23. Juni 1917 fungierte er als Adjutant des Füsilier-Bataillons und stieg anschließend zum Regimentsadjutant auf.
Nach Kriegsende und Demobilisierung seines Regiments in der Heimat war Burgdorf von Mitte Februar bis Mitte Mai 1919 in einem Freikorps tätig, ehe er in die Vorläufige Reichswehr übernommen wurde. Mit der Bildung der Reichswehr am 1. Januar 1921 kam Burgdorf in das 8. (Preußisches) Infanterie-Regiment. Er war dort zunächst Zugführer und wurde am 1. Juni 1925 zum Oberleutnant sowie am 1. Februar 1930 zum Hauptmann befördert.
Von Mai 1940 bis 5. April 1942 war Burgdorf Kommandeur des Infanterieregiments 529 und wurde anschließend in die Führerreserve versetzt. Von dort übernahm er am 1. Mai 1942 als Nachfolger von Generalmajor Viktor Linnarz das Amt des stellvertretenden Chefs des Heerespersonalamtes beim Oberkommando des Heeres. Nach der tödlichen Verletzung seines Vorgesetzten Rudolf Schmundt beim Attentat vom 20. Juli 1944 wurde Burgdorf zum Amtschef befördert. Am 12. Oktober 1944 wurde er zusätzlich Chefadjutant des Oberkommandos der Wehrmacht bei Hitler. Beide Positionen hatte Burgdorf bis zu seinem Lebensende inne.
Am 14. Oktober 1944 überbrachte Burgdorf gemeinsam mit Generalleutnant Ernst Maisel Generalfeldmarschall Erwin Rommel die persönliche Aufforderung Hitlers, sich selbst durch Gift zu töten, um einen Prozess vor dem Volksgerichtshof und die damit verbundenen Folgen der Sippenhaft für seine Familie zu vermeiden. Rommel wurde verdächtigt, von dem Attentat vom 20. Juli 1944 auf Hitler Kenntnis gehabt zu haben.
Burgdorf unterzeichnete am 29. April 1945 als Zeuge neben Joseph Goebbels, Hans Krebs und Martin Bormann Hitlers politisches Testament. Gemeinsam mit Hans Krebs soll er entweder am 1. oder 2. Mai 1945 im Führerbunker Suizid begangen haben. Sowohl über das Datum des Todes als auch die Art des Suizids gibt es sehr widersprüchliche Angaben. In der Datenbank des Bundesarchivs ist der 2. Mai 1945 als Todestag vermerkt.

## Auszeichnungen
Burgdorf erhielt folgende Auszeichnungen:
- Eisernes Kreuz (1914) II. Klasse am 24. Januar 1915
- Eisernes Kreuz (1914) I. Klasse am 14. August 1916
- Ritterkreuz des Königlichen Hausordens von Hohenzollern mit Schwertern am 27. August 1917
- Österreichisches Militärverdienstkreuz III. Klasse mit Kriegsdekoration am 27. Februar 1918
- Ritterkreuz II. Klasse des Friedrichs-Ordens mit Schwertern am 18. Juli 1918
- Spange zum Eisernen Kreuz II. und I. Klasse am 17. Juni 1940
- Ritterkreuz des Eisernen Kreuzes am 29. September 1941

## Darstellung in der Kunst
Wilhelm Burgdorf wurde mehrmals in Filmen von folgenden Schauspielern dargestellt:
- Everett Sloane in Rommel, der Wüstenfuchs (1951)
- Erik Frey in Der letzte Akt (1955)
- Peter Jacob in Brennt Paris? (1966)
- Hector Ross in The Death of Adolf Hitler (1973).
- Joss Ackland in Hitler – Die letzten zehn Tage (1973)
- Justus von Dohnányi in Der Untergang (2004)
- Paul Gustavson in Rommel and the Plot Against Hitler (2006)